# Xian autonome tujia de Wufeng
Le xian autonome tujia de Wufeng (五峰土家族自治县 ; pinyin : Wǔfēng tǔjiāzú Zìzhìxiàn) est un district administratif de la province du Hubei en Chine. Il est placé sous la juridiction de la ville-préfecture de Yichang.

## Démographie
La population du district était de 207 877 habitants en 1999.